# Rasmus Søjberg Pedersen
Rasmus Søjberg Pedersen (* 9. Juli 2002 in Esbjerg) ist ein dänischer Radrennfahrer, der auf der Straße aktiv ist.

## Sportlicher Werdegang
Als Junior ohne nennenswerte Ergebnisse, fuhr Søjberg Pedersen nach dem Wechsel in die U23 in der Saison 2021 zunächst auf Vereinsebene und machte durch den Gewinn eines Rennens im dänischen DCU Cup (Pokal der Danmarks Cykle Union) auf sich aufmerksam. Zur Folgesaison wurde er Mitglied im dänischen UCI Continental Team BHS-PL Beton Bornholm, mit dem er den dänischen U23-Titel im Straßenrennen errang. 2023 wechselte er zum französischen Continental Team CIC U Nantes Atlantique, bei den nationalen Meisterschaften wiederholte er seinen Erfolg aus dem Vorjahr.
2024 wurde Søjberg Pedersen Mitglied im neu gegründeten Decathlon AG2R La Mondiale Development Team. Seine ersten internationalen Siege erzielte er im März mit zwei Etappenerfolgen bei der Olympia’s Tour. Im Juni gewann er das Straßenrennen der dänischen Meisterschaften in der Elite und distanzierte dabei eine Reihe renommierter Profis aus der UCI WorldTour wie Mads Pedersen, Magnus Cort Nielsen und Kasper Asgreen. Dazu kamen im Verlauf der Saison weitere Spitzenplatzierungen, unter anderem ein zweiter Etappenrang bei der Tour of Britain, der zweite Platz bei Gent–Wevelgem / Kattekoers–Ieper und der dritte Platz bei der Poreč Trophy. Nach seinen Leistungen wurde er zur Saison 2025 in das UCI WorldTeam von Decathlon AG2R La Mondiale übernommen.

## Erfolge
2022
- Dänischer Meister – Straßenrennen (U23)

2023
- Dänischer Meister – Straßenrennen (U23)

2024
- Dänischer Meister – Straßenrennen
- zwei Etappen Olympia’s Tour
- Grand Prix Herning